# Ambivali-Höhlen

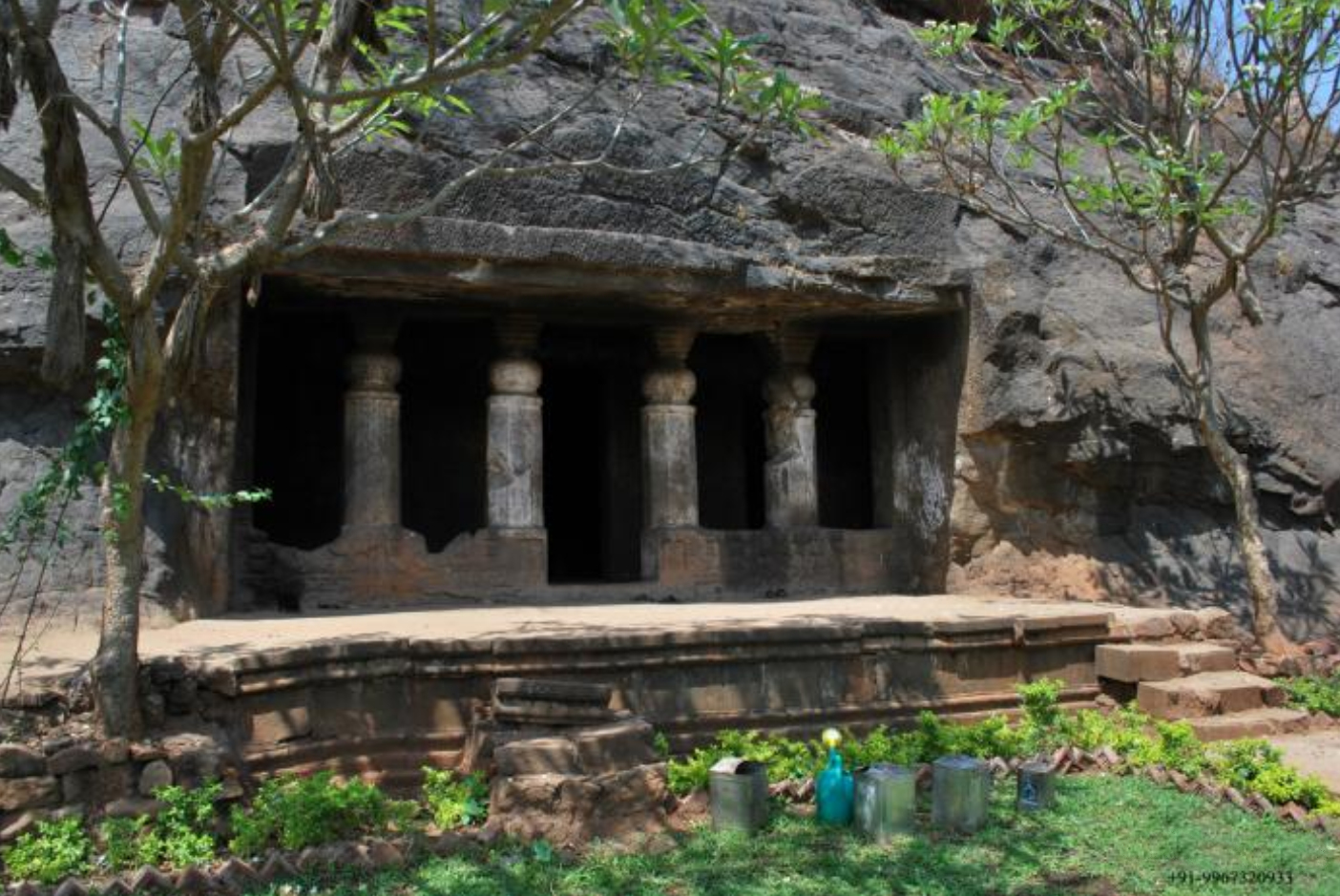
Ambivali (Haupthöhle)

Die insgesamt 12 Ambivali-Höhlen (Marathi ආම්බිවලී ලෙන් = Ambivali Leni) bilden ein kleines buddhistisches Höhlenkloster im Distrikt Raigar im indischen Bundesstaat Maharashtra.

## Lage
Das aus 11 kleinen und einer größeren Höhle bestehende Ambivali-Höhlenkloster befindet sich an einem felsigen Berghang etwa 90 km (Fahrtstrecke) östlich von Mumbai; von der Kleinstadt Neral aus sind es noch ca. 25 km in östlicher Richtung. Etwa 50 m vor der Haupthöhle fließt während und nach der Monsunzeit ein kleiner Bach, der die Mönche eine Zeit lang mit Trinkwasser versorgen konnte.

## Geschichte
Wegen der elaborierten achteckigen Säulen der Höhlen-Terrasse kann der Komplex in die Zeit des frühen Mahayana-Buddhismus, d. h. um 250 n. Chr., datiert werden; eine Brahmi-Inschrift befindet sich an einer der Terrassensäulen. Irgendwann später wurde die Höhle zu einem Hindutempel umgewidmet.

## Architektur
Die Haupthöhle (chaitya) ist eine flachgedeckt; in ihrer Rückwand befindet sich eine kleine Cella (garbhagriha) für das ehemals vorhandene Kultbild.
Unweit der Höhle befindet sich ein aus dem Fels herausgehauenes Zisternenbecken.